# Helcogramma microstigma
Helcogramma microstigma är en fiskart som beskrevs av Holleman 2006. Helcogramma microstigma ingår i släktet Helcogramma och familjen Tripterygiidae. Inga underarter finns listade i Catalogue of Life.